# Поппониды
Поппониды или франконские Бабенберги (нем. Babenberger) — феодальный род франкского происхождения, из которого происходили графы Хеспенгау, герцоги Франконии, маркграфы Тюрингии и (позднее, в XI—XVI вв.) графы Хеннеберга. Согласно наиболее распространённой версии — ветвь Робертинов.
Франконских Бабенбергов не следует путать с австрийскими Бабенбергами. Так окрестил Поппонидов хронист Оттон Фрейзингский, выходец из австрийского дома Бабенбергов, которые также считали себя (без каких бы то ни было оснований) потомками Поппо I.

## Происхождение
Основателем рода Бабенбергов был Поппо I из Грапфельда (ум. 819/841), живший в начале IX века, граф Грабфельда (на границе Франконии и Тюрингии). Согласно одной из версий, Поппо I был внуком Канкора, графа Хеспенгау, чьим отцом был Руперт (Роберт), пфальцграф Хеспенгау и граф Вормса (Вормсгау). Канкор был братом Инграм из Хеспенгау и, таким образом, её дочь Ирменгарда, жена Людовика I Благочестивого, была его племянницей. Следовательно, сын Ирменгарды Людовик Немецкий из династии Каролингов был родственником Поппо I.

## История рода

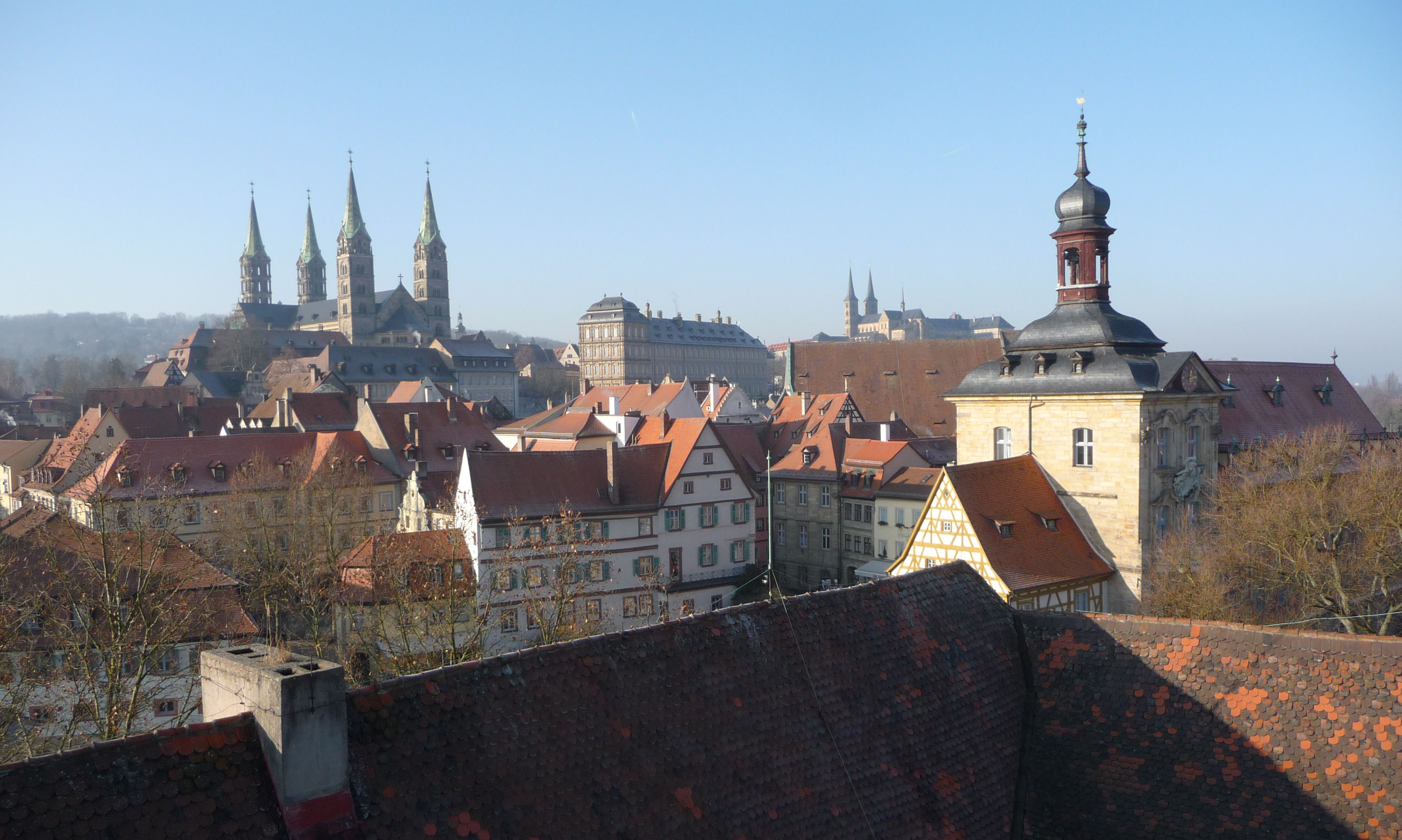
Собор на холме в Бамберге. Место расположения родового замка Бабенбергов

Поппо, наряду с Гебхардом и Архиепископом Майнца Отгаром, был одним из лидеров знатных франков, которые воспротивились восстанию Людовика II Немецкого против императора Людовика Благочестивого.
Один из сыновей Поппо I, Генрих, был маркграфом Саксонии, Тюрингии и Нейстрийской марки. Он унаследовал родовой замок Бабенберг на реке Майн, вокруг которого впоследствии вырос город Бамберг. Генрих был правой рукой Карла III Толстого. Он стоял во главе войска, которое неудачно штурмовало укрепленный лагерь викингов Ассель во Фризии. Когда в 885 году император Карл вызвал к себе Годфрида Фризского и герцога Эльзаса Гуго, именно Генрих арестовал их, а позднее казнил Гуго и отправил в ссылку Годфрида. В 884 году Генрих руководил обороной Нейстрийской марки от набегов викингов. Он участвовал в обороне Парижа от набега викингов в 886 году и погиб в одной из схваток. Сыном Генриха был маркграф Нейстрийской марки Беренгар II.
Другой сын Поппо I, Поппо II, был маркграфом Тюрингии в 880—892 годах, пока его не низложил император Арнульф Каринтийский. Около 880 года он был назначен командующим войсками Лужицкого вала для подготовки его защиты от набегов моравцев и лужичан, которые хотели сжечь союзные германцам славянские поселения. Как минимум три военных столкновения этого периода зафиксированы в Фульдских анналах. Согласно Регино Прюмскому, Поппо II посоветовал епископу Вюрцбурга Арну предпринять поход против славян, в котором последний и погиб. В результате этого Конрад Старший сменил Поппо, а брат того Рудольф I стал епископом Вюрцбурга. Они оба были представителями рода Конрадинов и пользовались поддержкой императора Арнульфа Каринтийского. В результате этого между Конрадинами и Бабенбергами возникла война за спорные владения. В 899 году Поппо II был восстановлен в своих владениях, а также стал в 903 году графом Норгдау, а в 906 году и графом Волкфельд. Он умер позже 906 года.
От Поппо II произошли графы Хеннеберги, тогда как Генрих стал основателем собственно дома Бабенберг, названного по замку детей Генриха на Верхнем Майне. Вокруг замка вырос город Бамберг.

## Война с Конрадинами

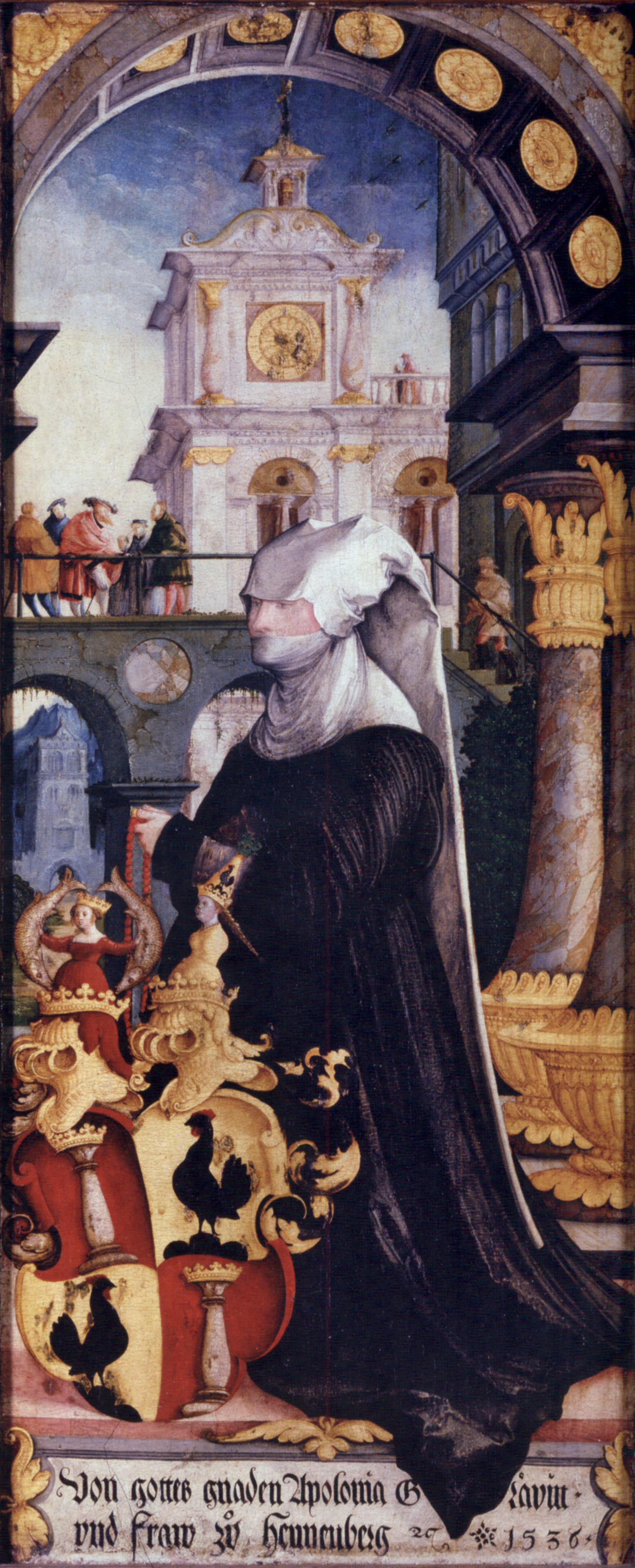
Портрет Аполлонии фон Хеннеберг (ум. 1548), одной из последних Поппонидов

Спор между Бабенбергами и Конрадинами, возникший в период низложения Поппо II, усиливался ввиду того, что обе семьи пытались увеличить своё влияние на территории бассейна Среднего Майна. Он достиг своего апогея в начале X века, в сложный период правления немецкого короля Людовика IV Дитя. В начале X века Бабенберги потерпели поражение от соперничавшего с ними рода Конрадинов и были изгнаны из Франконии.
Практически всё своё правление Конрад Старший провёл во вражде с домом Бабенбергов за контроль над Франконией. Первоначально его противниками были сыновья графа Поппо I из Грапфельда — Генрих, а затем Поппо II. В 892 году король Восточно-Франкского королевства Арнульф Каринтийский сместил с поста герцога Тюрингии и маркграфа Сорбской марки Поппо II, назначив на его место Конрада, что послужило одним из поводов к вражде. Одновременно брат Конрада, Рудольф, был назначен епископом Вюрцбурга, что ещё более упрочило положение Конрадинов во Франконии. Однако пост герцога Тюрингии Конрад занимал недолго, вскоре король Арнульф заменил его, поставив герцогом Бурхарда.
В 899 году умер Арнульф Каринтийский, новым королём стал его малолетний сын Людовик IV Дитя. Родственники Конрада заняли главенствующие позиции при королевском дворе, определяя политику государства, а сам он, вместе с архиепископом Майнца Хатто I, стал одним из регентов при малолетнем монархе.
Вражда Конрадинов с Бабенбергами возобновилась в 902 году, когда Конрадинам удалось разбить Бабенбергов. Постепенно Конрад смог объединить в своих руках весь Гессен, присоединяя к своим владениям конфискованные у Бабенбергов графства. Его владения позже составили герцогство Франкония. В решающей битве при Фритцларе в 906 году Конрадины одержали решающую победу, а два представителя дома Бабенбергов погибли на поле боя. Позднее в 906 году Адальберт, глава дома Бабенбергов, воспользовавшись тем, что Конрад отослал старшего сына с частью армии в Лотарингию, вторгся в его владения. 27 февраля около Фридеслара он напал на Конрада, который в итоге погиб. После этого Адальберт в течение трёх дней опустошали окрестности. Адальберт был вызван на имперский суд регентом Хатто, но он отказался и заперся в замке Терес. В конце 906 года Адальберт сдался войскам короля в обмен на обещание Хатто о гарантии своей безопасности, однако был обезглавлен.

## Пресечение
Прямая мужская линия Хеннебергов угасла в 1246 году. Боковой ветви семьи по линии одного из сыновей Генриха удалось ненадолго укрепиться в Швайнфурте. Одно время от неё пытался выводить своё происхождение баварский королевский дом Виттельсбахов, позднее настаивавший на происхождении от Луитпольдинов. Последний граф Хеннебергский скончался в 1583 году. Его владения унаследовали эрнестинские Веттины.